# (2810) Lev Tolstoj
(2810) Lev Tolstoj (1978 RU5) – planetoida z pasa głównego asteroid okrążająca Słońce w ciągu 4,21 lat w średniej odległości 2,61 j.a. Została odkryta 13 września 1978 roku w Krymskim Obserwatorium Astrofizycznym w Naucznym na Półwyspie Krymskim przez Nikołaja Czernycha. Nazwa planetoidy została nadana na cześć Lwa Tołstoja, rosyjskiego pisarza i dramaturga.